# Мост Драконов
Мост Драконов (словен. Zmajski most) — автомобильный мост через реку Любляницу в городе Любляне, одна из самых известных и узнаваемых достопримечательностей столицы Словении, памятник архитектуры.
Первый деревянный мост через реку Любляницу в створе площади Валентина Водника был построен в 1819 году. Землетрясение 1895 года сильно повредило его. К 1901 году под руководством австрийского инженера Йозефа Мелана и архитектора Юрия Заниновича был возведён новый трёхпролётный арочный мост в стиле венского модерна. Мост Змея был одним из первых европейских железобетонных мостов, на момент окончания строительства арка моста была третьей по величине в Европе.
Будучи частью обширного плана реконструкции Любляны, он был назван «Юбилейный мост императора Франца Иосифа I» и посвящён 40-летию правления монарха Австро-Венгрии. Однако официальное название не прижилось — он стал известен как мост Змея благодаря четырём бронзовым статуям Змеев на пьедесталах, установленных с двух сторон моста.
Уже во времена римлян символом Любляны (называвшейся тогда римской колонией Эмона) был грифон, изображавшийся в частности на местных монетах. В XIII веке на городской печати изображался крылатый лев. К XV веку он эволюционировал в зелёного дракона, распластавшего крылья над замком. И по сегодняшний день зелёный дракон теперь уже на трёхъярусной белой башне стоит на гербе Любляны. Уходящее в древность предание о драконе восходит ещё к иллирийцам. Образ его связывается с аргонавтами, которые с Золотым руном возвращались из Колхиды домой по Дунаю и его притокам. Именно здесь, на берегу Любляницы, Ясон, предводитель аргонавтов, будто бы одолел крылатого змея и освободил местных жителей от вечного страха.
Существует и более новая легенда, связанная с драконами, охраняющими мост: когда по мосту проходит девственница, змеи начинают шевелить хвостами.